# Doftknölfoting
Doftknölfoting (Squamanita odorata) är en svampart som först beskrevs av Cool, och fick sitt nu gällande namn av Emil J. Imbach 1946. Enligt Catalogue of Life ingår Doftknölfoting i släktet Squamanita,  och familjen Tricholomataceae, men enligt Dyntaxa är tillhörigheten istället släktet Squamanita,  och familjen Squamanitaceae. Arten är reproducerande i Sverige. Inga underarter finns listade i Catalogue of Life.